# Les Plaintes d'Acante et autres œuvres
Les Plaintes d'Acante et autres œuvres constituent le premier recueil de poèmes de Tristan L'Hermite, publié en 1633, réédité et augmenté en 1638 sous le titre des Amours. L'ouvrage est composé autour des Plaintes d'Acante, l'un des plus longs poèmes de Tristan.

## Présentation

### Texte
Le recueil est constitué de 41 poèmes :
- Au-dessous du portrait de Sylvie, quatrain
- À l'honneur de Sylvie, stances
- À elle-même, madrigal
- Plaintes d'Acante, stances
- Annotations sur Les Plaintes d'Acante
- Contre l'absence, stances
- Consolation à Idalie, stances
- Le Promenoir des deux amants, ode
- Aux conquérants ambitieux, sonnet
- L'excusable erreur, sonnet
- La Négligence avantageuse, sonnet
- Les cheveux blonds, sonnet
- Les tourments agréables, sonnet
- L'avis considérable, sonnet
- Le dépit corrigé, sonnet
- Inquiétudes, stances
- Résolution d'aimer, stances
- La Belle en deuil, sonnet
- Le mépris, stances
- L'Amant discret, stances
- Le départ de Philis, madrigal
- La belle malade, sonnet
- Appréhension d'un départ, sonnet
- À des cimetières, sonnet
- Sur un tombeau, sonnet
- Les louanges du vert, stances
- Sur l'incrédulité de …, madrigal
- Le ravissement d'Europe, sonnet
- L'Amour divin, sonnet
- À Messire Antoine de Lage, sonnet fait en 1629
- Prière à son cher Timante, sonnet
- Consolation sur la mort de monsieur Clément, stances
- Pour une excellente beauté qui se mirait, quatrains
- Les louanges, dixain
- L'humeur ingrate, sonnet
- Plaintes d'amour, sonnet
- Chanson — « Belle Philis, écrivez-moi »
- La palinodie, dixain
- Jalousie
- Sur la venue de Madame, stances
- Marigal
- Portrait d'une rare beauté, sonnet

### Publication
Le recueil des Amours, publié en 1638, est une « nouvelle édition, très augmentée, des Plaintes d'Acante ».

## Postérité

### Éditions nouvelles
Jacques Madeleine publie une nouvelle édition du recueil, en 1919, en tâchant de « conserver aux Plaintes leur physionomie originale » : il s'agit de la première édition moderne depuis les anthologies de la fin du XVIIe siècle.
En 1960, Amédée Carriat retient quinze poèmes des Plaintes d'Acante dans son Choix de pages de toute l'œuvre en vers et en prose de Tristan.

### Éditions modernes

#### Œuvres complètes
- Jean-Pierre Chauveau et al., Tristan L'Hermite, Œuvres complètes (tome II) : Poésie I, Paris, Honoré Champion, coll. « Sources classiques » (no 41), 2002, 576 p. (ISBN 978-2-745-30606-7)

#### Anthologies
- Amédée Carriat (présentation et annotations), Tristan L'Hermite : Choix de pages, Limoges, Éditions Rougerie, 1960, 264 p.
- Jacques Madeleine (introduction, notes et analyse), Les Plaintes d'Acante et autres œuvres, Paris, Édouard Cornély & Cie, 1909, XXXI-242 p. (lire en ligne)

### Ouvrages cités
- Napoléon-Maurice Bernardin, Un Précurseur de Racine : Tristan L'Hermite, sieur du Solier (1601-1655), sa famille, sa vie, ses œuvres, Paris, Alphonse Picard, 1895, XI-632 p.
- Amédée Carriat, Tristan, ou L'éloge d'un poète, Limoges, Éditions Rougerie, 1955, 146 p.
- Eugénie Droz, Le Manuscrit des Plaintes d'Acante de Tristan L'Hermite, Paris, Librairie Droz (chez l'auteur), 1937, 26 p.